# Golden League 2018/19 (kvinder, runde 3)
Golden League 2019 er den tredje udgave af Golden League-sæsonen 2018-19. Den bliver spillet i Frankrig, fra den 21.-24 Marts 2019. Det er i alt tre turneringer der udgør Golden League. Både Danmark, Norge og Frankrig deltager som sagt ved turneringen.

## Spillesteder
| Clermont-Ferrand                              | Boulazac                  |
| Clermont-Ferrand Sports Hall Kapacitet: 5,000 | Le Palio Kapacitet: 5,200 |
|                                               |                           |

## Resultater
| Dato  | Hold 1   | Hold 2   | Resultat |
| ----- | -------- | -------- | -------- |
| 21.03 | Norge    | Danmark  | 31-20    |
| 21.03 | Frankrig | Rumænien | 28-18    |
| 23.11 | Rumænien | Norge    | 27-31    |
| 23.11 | Danmark  | Frankrig | 25-22    |
| 24.11 | Danmark  | Rumænien | 36-23    |
| 24.11 | Frankrig | Norge    | 22-24    |

| Hold     | Kampe | Mål   | Point |
| -------- | ----- | ----- | ----- |
| Norge    | 3     | 86-69 | 6     |
| Danmark  | 3     | 81-76 | 4     |
| Frankrig | 3     | 72-67 | 2     |
| Rumænien | 3     | 68-95 | 0     |

## Topscorer
Pr. 24. marts 2019.
| Nr. | Navn                | Land     | Antal mål |
| --- | ------------------- | -------- | --------- |
| 1   | Manon Houette       | Frankrig | 19        |
| 2   | Stine Jørgensen     | Danmark  | 16        |
| 2   | Crina Pintea        | Rumænien | 16        |
| 4   | Emilie Hegh Arntzen | Norge    | 15        |
| 5   | Anne Mette Hansen   | Danmark  | 10        |
| 5   | Cristina Laslo      | Rumænien | 10        |

| Sport | Spire Denne artikel om sport er en spire som bør udbygges. Du er velkommen til at hjælpe Wikipedia ved at udvide den. |